# Toby Ng
Tobias „Toby“ Ng (* 8. Oktober 1985 in Vancouver) ist ein kanadischer Badmintonnationalspieler. 

## Karriere
Toby Ng gewann 2008 die Panamerikameisterschaft. 2009 und 2011 wurde er kanadischer Meister. 2010 siegte er bei den Santo Domingo Open, Peru International und den Guatemala International. 2017 gewann er die USA International Series.

## Sportliche Erfolge
| Saison | Veranstaltung                 | Disziplin    | Platz | Name                     |
| ------ | ----------------------------- | ------------ | ----- | ------------------------ |
| 2007   | Panamerikameisterschaft       | Herrendoppel | 3     | Toby Ng / Kyle Holoboff  |
| 2008   | Panamerikameisterschaft       | Herrendoppel | 1     | Toby Ng / William Milroy |
| 2009   | Kanada: Einzelmeisterschaften | Herrendoppel | 1     | Toby Ng / William Milroy |
| 2010   | Santo Domingo Open            | Mixed        | 1     | Toby Ng / Grace Gao      |
| 2010   | Peru International            | Mixed        | 1     | Toby Ng / Grace Gao      |
| 2010   | Guatemala International       | Mixed        | 1     | Toby Ng / Grace Gao      |
| 2011   | Kanada: Einzelmeisterschaften | Mixed        | 1     | Toby Ng / Grace Gao      |
| 2011   | Panamerikanische Spiele       | Mixed        | 1     | Toby Ng / Grace Gao      |